# Balzaal

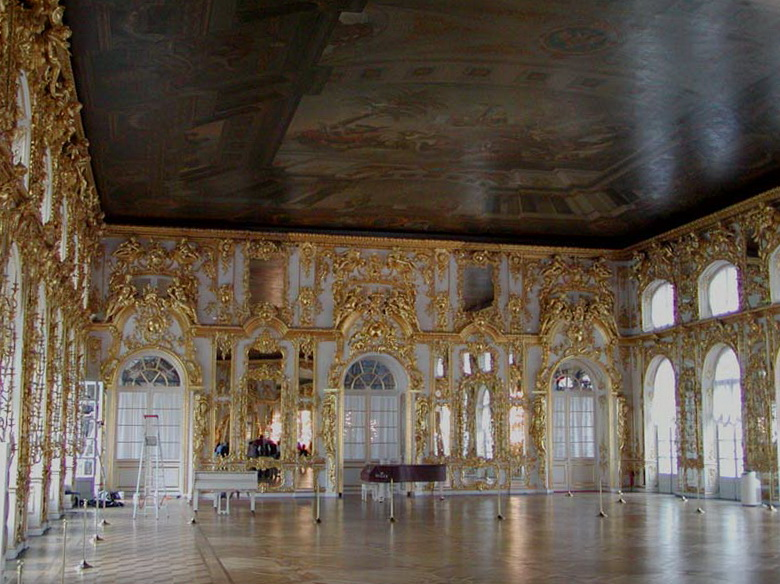
Een weelderige balzaal in het Catharinapaleis.

Een balzaal, ook wel danszaal genoemd, is een grote ruimte in een gebouw die vooral gebruikt wordt voor het houden van bals.
Balzalen zijn meestal te vinden in grote kastelen en paleizen. De zalen zijn over het algemeen best ruim en kunnen een plafond hebben dat hoger is dan dat van andere kamers in hetzelfde gebouw. De vloer is meestal gemaakt uit hardhout. Traditioneel werden bals voornamelijk gehouden door welvarende mensen in hun eigen woningen. Tegenwoordig worden de dansfeesten veelal in openbare gebouwen gehouden. Een jaarlijks terugkerende evenement is het Weense Operabal die gehouden wordt in de Weense staatsopera.